# MTW CC 1600
Schiffe des Typs MTW CC 1600 der MTW Schiffswerft sind Containerschiffe mit drei Kränen. Insgesamt umfasste die Baureihe dieses zwischen 1993 und 1998 gebauten Schiffstyps der Wismarer Werft 15 Einheiten.

## Geschichte
Nach der Neugründung der Mathias-Thesen-Werft Wismar GmbH am 1. Juni 1990 als Teil der Deutsche Maschinen- und Schiffbau AG (DMS) und der folgenden Umbenennung in MTW Schiffswerft GmbH entwickelte diese Anfang der 1990er Jahre den Entwurf CC 1600 mit einer Tragfähigkeit von etwa 22.000 Tonnen, der bis 1998 in drei Varianten gefertigt wurde. Daran anschließend konzentrierte sich die Werft auf den Bau des größeren Schiffstyps CC 2500.
Der CC 1600 ist ein Mehrzweck-Containerschiff mit acht Luken, Cellguides und drei 40-t-Kränen des Herstellers NMF. Drei der vier kastenförmigen Laderäume haben keinen Unterstau oder überstehende Bauteile und werden mit Ponton-Lukendeckeln verschlossen, die eine Deckslast von 60/90 Tonnen per TEU/FEU-Stellplatz aufnehmen können. Als Mehrzweckschiff ist der CC 1600-Entwurf außer für den Transport von rund 1600 TEU-Containern auch zum Transport von Massenstückgütern oder kleineren Projektladungen eingerichtet.

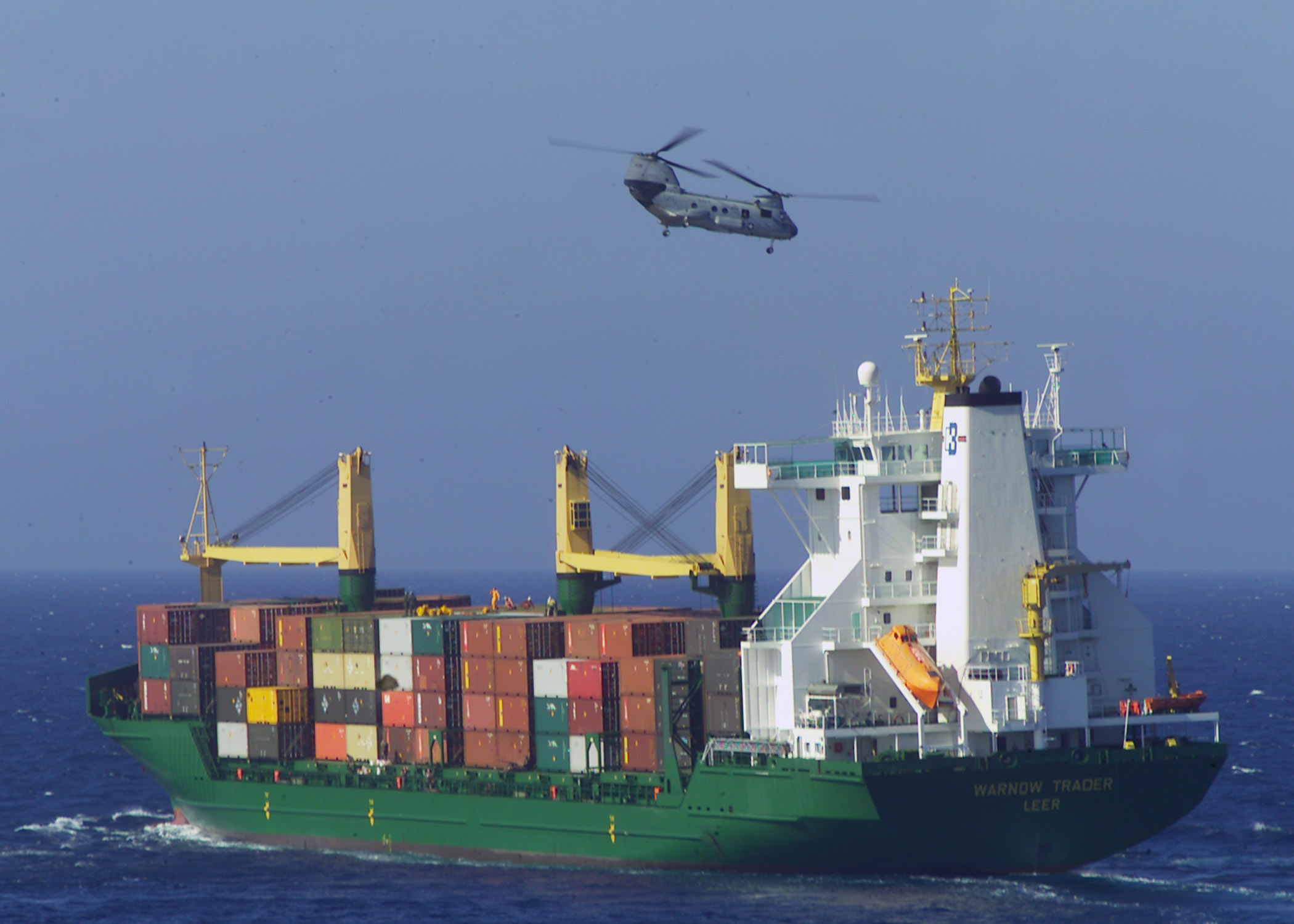
Die Warnow Trader bei einer Militärübung.

Die ersten beiden Schiffe erhielt die Reederei Hans Peterson aus Hörsten, weitere drei Schiffe erhielt die Reederei Thomas Schulte aus Hamburg, zwei gingen an F. A. Vinnen aus Bremen und eines an Klaus tom Wörden aus Oldendorf. Hauptabnehmer der Schiffe war jedoch die Leeraner Reederei Hermann Buss, die sechs Schiffe orderte. Der Baupreis der Schiffe lag aufgrund attraktiver Finanzierungsangebote der Werft deutlich unter denen ehemals westlicher Mitbewerber.
Die Maschinenanlage besteht aus einem umsteuerbaren Sulzer-Zweitakt-Dieselmotor des Typs 7RTA62U vom Dieselmotorenwerk Rostock mit 15.540 kW Leistung, der direkt auf einen Festpropeller wirkt. Die Motoren wurden vom polnischen Hersteller Cegielski aus Poznań in Lizenz gefertigt. Für die Stromversorgung steht ein Wellengenerator mit 1440 kW Leistung sowie drei Hilfsdiesel MaK 6M20 mit jeweils 880 kW und ein Notdiesel zur Verfügung. Die An- und Ablegemanöver werden durch ein Bugstrahlruder mit 800 kW Leistung unterstützt.
Während der Bauzeit wurde der Schiffsentwurf in einer Reihe von Punkten weiterentwickelt. So verfügen spätere Einheiten seitlich am Deckshaus beispielsweise über  auffällige diagonale Versteifungen und eine geschlossene Back (ab Baunummer 295).
Die Reederei Buss verkaufte alle ihre sieben Einheiten des Typs im Jahr 2012, wobei nur eines an eine andere Reederei ging und die restlichen sechs verschrottet wurden.

## Die Schiffe (Auswahl)
| Schiffsname       | Baunummer | IMO-Nummer | Ablieferung | Auftraggeber                   | Umbenennungen und Verbleib |
| ----------------- | --------- | ---------- | ----------- | ------------------------------ | --- |
| Westerdeich       | 291       | 9074406    | 1994        | Hans Peterson & Söhne, Hörsten | TSL Gallant, Maersk Rio Grande, ZIM Santos, Kota Serikat, 2000 Indamex Washington, 2002 Westerdeich, 2002 Indamex Liberty, 2003 Westerdeich, 2011 Maestra Pacifico, 2014 Pacifico, ab 30. Oktober 2014 verschrottet.                                |
| Westerhever       | 292       | 9074418    | 1993        | Hans Peterson & Söhne, Hörsten | 2003 P&O Nedlloyd Coleridge, 2004 Westerhever, 2011 Maestra Caribe, 2014 Caribe, ab 14. November 2014 verschrottet. |
| Elbe Trader       | 293       | 9080522    | 1994        | Hermann Buss, Leer             | ? CSAV Rauli, ? ZIM Argentina III, 2004 Elbe Trader, 2004 DAL Reunion, ? Atlantic Trader, 2007 Elbe Trader, 2007 TS Manila, Emirates Wafi, 2008 Elbe Trader, 2010 Tiger Trader, 2011 Elbe Trader, 2012 E Trader, ab 14. November 2012 verschrottet. |
| Trave Trader      | 294       | 9080534    | 1994        | Hermann Buss, Leer             | ZIM Montevideo, CSAV Yokohama, 2012 verschrottet. |
| Atlantic Trader   | 295       | 9123104    | 1996        | Hermann Buss, Leer             | Sea Vista, CSAV Rauten, Cala Parati, A Trader, 2012 verschrottet. |
| Pacific Trader    | 296       | 9123116    | 1996        | Hermann Buss, Leer             | Maersk Sao Paulo, CSAV Recife, Delmas Nacala, 2012 verschrottet. |
| Macaro            | 297       | 9129809    | 1996        | Reederei tom Wörden, Oldendorf | Maersk Cordoba, Macaro, Calapadria, 2001 Macaro, 2002 MSC Ivory, 2004 Macaro, 2005 Delmas Tourville, 2006 Macaro, 2008 MOL Honor, 2013 Macaro, 2015 Mac, ab 27. März 2015 verschrottet.                                                             |
| Ocean Trader      | 298       | 9129811    | 1996        | Hermann Buss, Leer             | Atlantico, ZIM Brasil I, Calapadria, Ocean Trader I, Trader I, 2012 verschrottet. |
| Merkur Cloud      | 299       | 9135925    | 1996        | F. A. Vinnen, Bremen           | Calapalos, Kota Molek, 2007 Merkur Cloud, Paul Abrao (2016), Paul (2018), 2018 Abbruch in Alang. |
| Warnow Trader     | 300       | 9129823    | 1996        | Hermann Buss, Leer             | Libra Valencia, 2003 CMA CGM Springbok, 2006 Warnow Trader, 2006 MOL Agility, 2009 Warnow Trader, 2012 Eleni I, Helen, ab 15. Februar 2017 verschrottet.                                                                                            |
| Antje Schulte     | 301       | 9138252    | 1997        | Thomas Schulte, Hamburg        | CSAV Reloncavi, Alianca America, CGM Santos Dumont II, CGM Mascaraignes, 2000 Alianca Rotterdam, 2001 Antje Schulte, 2012 Xiumei Tianjin, 2014 He Jin, so in Fahrt.                                                                                 |
| Fabian Schulte    | 302       | 9138264    | 1997        | Thomas Schulte, Hamburg        | Maersk Cabello, 2007 CMA CGM Iroko, 2009 Fabian Schulte, 2012 Xiumei Shanghai, so in Fahrt. |
| Dollart Trader    | 303       | 9162356    | 1997        | Hermann Buss, Leer             | Republica de la Boca, Libra Genova, Cap Serrat, Maruba Trader, MOL Achievement, 2012 verschrottet. |
| Merkur Tide       | 304       | 9162368    | 1998        | F. A. Vinnen, Bremen           | Atlantico, Calaparana, YM Dubai, MOL Heritage, Merkur Tide, 2018 OEL Shravan, so in Fahrt. |
| Francisca Schulte | 305       | 9162370    | 1998        | Thomas Schulte, Hamburg        | Maersk San Jose, 2003 Safmarine Pakistan, 2006 Francisca Schulte, 2013 Francis, ab 30. Mai 2013 verschrottet. |